# Opal Tometi
Opal Tometi est une écrivaine, planificatrice (en) et militante associatif nigériano-américaine. Elle est également cofondatrice du mouvement Black Lives Matter, pour lequel elle est apparue dans plusieurs médias tels que Glamour, Essence, CNN, MSNBC, Libération, et L'Obs.
Tometi est directrice exécutive de la Black Alliance for Just Immigration (BAJI). Elle collabore avec les équipes et les communautés de Los Angeles, Phoenix, New York, Oakland, Washington DC et certaines communautés des États du Sud. Son travail est publié dans Le Huffington Post.

## Militantisme

### Black Lives Matter
En 2013, à la suite de l'acquittement de George Zimmerman - un homme Latino-américain, coordonnant la surveillance du voisinage de la résidence fermée dans laquelle il a tué Trayvon Martin, un jeune Afro-Américain de 17 ans - Tometi, Patrisse Cullors et Alicia Garza ont créé ensemble le mouvement Black Lives Matter en protestation à ce verdict, aux violences racistes et au racisme systémique envers les Noirs.

### Black Alliance for Just Immigration
Le Black Alliance for Just Immigration (BAJI) est une organisation fondée en avril 2006, en réponse aux oppositions massives contre les Immigrés et aux lois anti-immigration votées au Congrès américain. Avant de devenir directrice générale de la BAJI, Tometi y a travaillé en tant que codirectrice et directrice de la Communication. Ses contributions à ce poste de directrice de la Communication comprennent l'organisation du premier rassemblement pro-Noirs en faveur de la justice pour les immigrés et la première réunion d'information au Congrès à Washington D.C. à propos des immigrants afro-descendants.

## Interventions publiques
En 2012, lors de la conférence Facing Race, Tometi s'est exprimé à l'Université de Susquehanna, afin de discuter de la nécessité de construire des alliances entre communautés, pour les respects des droits des Immigrés et pour la lutte contre le racisme particulièrement dans le système judiciaire américain.
En 2016, à New York, Tometi a été invitée à l'Assemblée générale des Nations unies afin de participer à un débat sur les Droits de l'Homme, en particulier sur "le combat des discriminations et des inégalités". Le Rapporteur spécial des Nations unies sur les formes de racisme contemporain, le directeur exécutif de l'Entité des Nations unies pour l'égalité des sexes et l'autonomisation des femmes et un défenseur des droits des personnes handicapées étaient également présents à ce débat,.
En 2017, elle est intervenue au Grinnell College (en) pour le Technology and Human Rights Symposium, au cours duquel elle a donné une conférence sur le rôle de la technologie dans le mouvement Black Lives Matter.

## Reconnaissance et récompenses
Tometi a été décrite comme une des nouvelles leaders des Droits civiques ("a new leader of civil rights") par le magazine Essence en 2014 et par le Los Angeles Times en 2013,.
En 2015, elle a fait partie de la liste publiée par le magazine The Root (en) des 100 Africains-Américains entre 25 et 45 ans qui ont réussi,. La même année, le journal Politico a classé Opal Tometi, Alicia Garza et Patrisse Cullors dans sa liste Politico 50 des Penseurs, Faiseurs et Visionnaires modifiant la politique américaine.
En 2016, Tometi a reçu un Doctorat honoris causa de sciences de l'Université Clarkson.
En 2017, elle a reçu le prix Letelier-Moffitt des Droits de l'Homme (en).
En 2018, Tometi a fait partie de la liste de The Guardian des 200 leaders qui ont incarné le travail de Frederick Douglass (The Frederick Douglass 200) dans la catégorie Abolitionnistes.

## Vie personnelle et formation
Les parents d'Opal Tometi sont nigérians et ont immigré aux États-Unis. Elle est l'aînée de trois enfants et a deux frères. Elle a grandi à Phoenix, Arizona, et vit aujourd'hui à Brooklyn, New York. Elle a obtenu une licence en Histoire et une maîtrise en techniques de Communication et de Plaidoyer à l'Université de l'Arizona. En mai 2016, Tometi a reçu un Doctorat honoris causa de sciences de l'Université Clarkson. Elle est une ancienne gestionnaire de cas pour les victimes de violences domestiques et elle continue aujourd'hui de délivrer des cours de sensibilisation à ce sujet.